# Leptinotarsa decemlineata
La dorifora della patata (Leptinotarsa decemlineata Say, 1824) è un insetto dell'ordine dei Coleotteri e appartenente alla famiglia dei Chrysomelidae.

## Ciclo biologico
La Dorifora è un insetto olometabolo propriamente detto.
Gli adulti svernano nel terreno e compaiono in superficie quando la temperatura del terreno alla profondità di 25–40 cm supera i 14 °C. Gli accoppiamenti avvengono al raggiungimento di una temperatura media giornaliera di 16 °C; in seguito avviene la deposizione di uova preferibilmente sulla pagina inferiore di quelle foglie che risultano essere esposte a est.
Lo sviluppo embrionale richiede un periodo di tempo variabile tra 4 e 15 giorni in funzione delle condizioni ambientali. Nascono quindi le larve che, completate tre mute (in 12-20 giorni), raggiungono la maturità, si lasciano cadere al suolo dove si impupano in una cella terrosa ad una profondità variabile tra i 5 e i 15 cm.
La vita pupale dura 1-2 settimane, trascorse le quali appariranno gli adulti della prima generazione dell'anno.
Seguiranno accoppiamento, ovodeposizione, larve e pupe da cui avranno origine gli adulti di seconda generazione, destinati, nella generalità dei casi, allo svernamento.
In condizioni ambientali favorevoli potrà seguire una terza generazione (sud Italia).
Gli adulti svernanti danno solitamente inizio ad una nuova infestazione nella primavera successiva; possono tuttavia verificarsi casi in cui la diapausa invernale si prolunghi per più anni consecutivi.

## Descrizione

### Uovo
le uova sono molto vistose, infatti sono di colore arancio vivo, e contengono anche 50 elementi.  Di forma ovoidale e lungo circa 1,6 mm, presenta corion liscio di colore giallo-arancio. Viene deposto in ovature di 20-40 uova sulla pagina inferiore delle foglie della pianta ospite.
Nel corso della sua vita una femmina di Dorifora può deporre fino a 1000 uova. 

### Larva
Oligopoda, campodeiforme, lunga 11–12 mm, nel complesso di colore giallo-arancio, con capo e zampe nere, parte posteriore del protorace annerita e due file laterali di placche nere lungo l'addome.

### Pupa
Di aspetto simile a quello della larva. Immobile, si stabilisce in una cella terrosa a 5–15 cm di profondità in cui avverrà la metamorfosi definitiva.

### Adulto
Lungo 10–12 mm, ha forma ovale; presenta colore di fondo giallo-ocra, pronoto e zampe con macchie nere irregolari per forma e dimensioni. Le elitre sono di colore più chiaro, percorse longitudinalmente da dieci bande nere (da cui il nome di decemlineata). L'addome è di un colore arancione con piccoli puntini scuri, come la sua testa.

## Origine e distribuzione

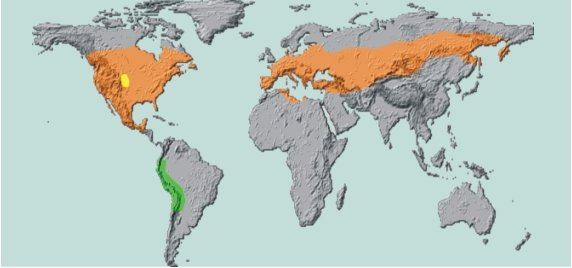
Giallo - Origini della dorifora
Arancione - Diffusione della dorifora
Verde - Origini della patata

Originario delle regioni meridionali del Messico, dove viveva esclusivamente su una solanacea selvatica Solanum rostratum, in numero di individui contenuto. Dopo l'inizio delle coltivazioni estensive monoculturali di Solanum tuberosum, pare che nell'insetto sia subentrata una piccola mutazione genetica che gli ha fatto preferire questa nuova pianta ospite. 
Verso la metà dell'Ottocento si diffuse velocemente nel Nord America, in Europa è giunto nel periodo della seconda guerra mondiale ed attualmente questo insetto è diffuso in quasi tutto il globo.

## Storia
Nel 1877, la dorifora raggiunse l'Europa e procedette a diffondersi in tutto il continente. Durante la Seconda guerra mondiale l'invasione della dorifora venne usata dalla propaganda, affermando che la dorifora era stata lanciata dagli aerei americani. A questo periodo risale la diffusione in tutta Europa dell'insetto che fu introdotto in Italia nel 1944.

## Piante ospiti
La Dorifora si sviluppa esclusivamente su Solanaceae, preferibilmente sulla patata (Solanum tuberosum L.); molto soggetta agli attacchi è anche la melanzana (Solanum melongena L.) su cui migrano gli adulti in estate quando abbandonano le piante ormai scheletrizzate di patata.
Molto meno frequenti sono le infestazioni a carico di pomodoro (Solanum lycopersicum L.) e peperone (Capsicum annuum L.) e su solanaceae spontanee (Solanum nigrum, morella comune; Solanum dulcamara, dulcamara).

## Danni provocati

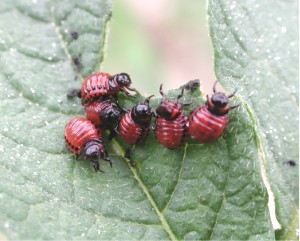
Larve di dorifora su foglie di Solanum tuberosum

Si stima che una coppia in un anno possa produrre sedici milioni di individui.
Il danno si manifesta sulle foglie ed è determinato da tutte le forme mobili (adulti e larve) che si comportano da defogliatori. Le piante infestate vengono defogliate completamente; le piante possono morire subito o reagire producendo germogli laterali a scapito della produzione di tuberi.

## Metodi di lotta

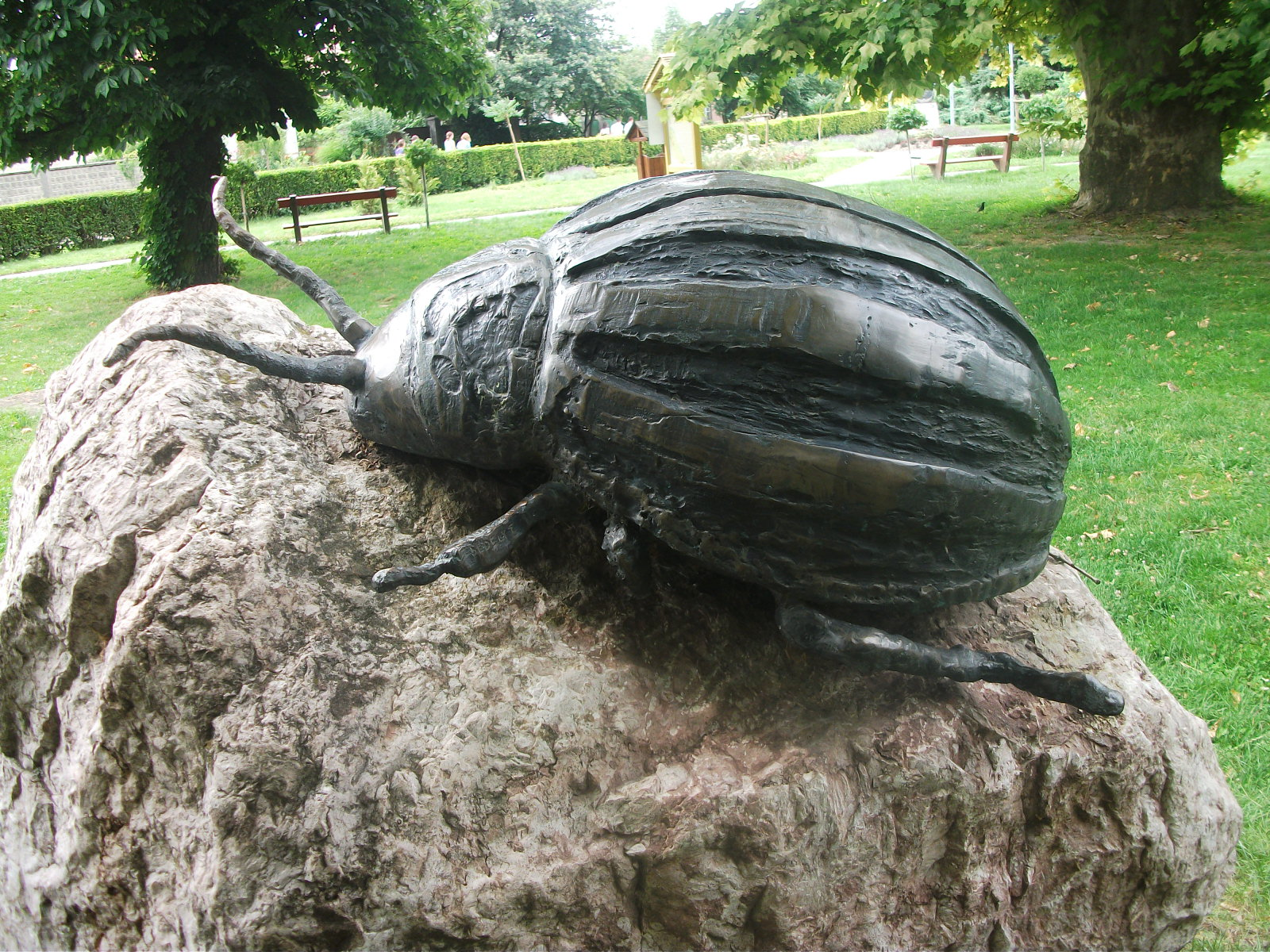
Scultura raffigurante la Dorifora della patata a Hédervár, Ungheria

### Chimica
Il trattamento chimico va eseguito alla comparsa delle prime infestazioni verificando che la pianta non sia in fioritura. Se la pianta è in fioritura occorre anticipare o posticipare gli interventi. I trattamenti possono essere ripetuti a seconda delle necessità alternando le sostanze attive per evitare fenomeni di desensibilizzazione. In certi casi si possono utilizzare dei piretroidi caratterizzati da bassa tossicità, breve periodo di carenza, ma ad effetto abbattente e sterilizzante sulla biocenosi, specialmente quella utile. Possibile anche l'utilizzo di Neonicotinoidi per irrorazioni fogliari e concia dei tuberi-seme e di Chitinoinibitori per la devitalizzazione di uova e larve di I età.

### Biologica
La Dorifora è controllata in natura da diversi limitatori naturali tra cui meritano menzione Edovum puttleri Grissel, Imenottero parassitoide oofago la cui femmina depone le uova all'interno dell'uovo di Dorifora che viene utilizzato solo per colture in ambiente protetto e Bacillus thuringiensis ssp. kurstaki (ceppo EG2424) e tenebrionis (specifico), batteri in grado di provocare la paralisi dell'intestino medio degli insetti che li ingeriscono. Sia il parassitoide oofago sia il Bacillus thuringiensis ssp. tenebrionis (Btt) per motivi di carattere economico non sono attualmente sul mercato. Uno dei massimi pericoli di questa impedimento all'impiego del Btt è che gli agricoltori dispongono solo di insetticidi per contrastare le infestazioni di larve e adulti sulle foglie di patata, fiori e foglie di melanzana e in alcuni casi per evitare danni anche sul pomodoro. Questi insetticidi portano le popolazioni di dorifora ad una pressione selettiva tale che dopo alcuni anni l'insetto diventa resistente e mantenendosi dannosa. Consigliata in ogni caso anche la rotazione. Purtroppo può avere scarsa efficacia in quanto l'insetto vola anche a grandi distanze e può anche avere delle diapause prolungate. Va posta attenzione alla presenza nell'agroecosistema di colture di melanzana sia in tunnel che in pieno campo. Se le infestazioni di dorifora sulle foglie di patata e sugli eventuali ricacci sono elevate, soprattutto la seconda e terza generazione di larve possono creare forti danni alle foglie e fiori di melanzana.